# دينا كويك
دينا كويك (بالإنجليزية: Diana Quick)‏ هي ممثلة بريطانية، ولدت في 23 نوفمبر 1946 بلندن في المملكة المتحدة.

## أعمال

### أفلام
- (1971) نيكولاس وأليكساندرا

## وصلات خارجية
- دينا كويك على موقع IMDb (الإنجليزية)
- دينا كويك على موقع ألو سيني (الفرنسية)
- دينا كويك على موقع ميوزك برينز (الإنجليزية)
- دينا كويك على موقع أول موفي (الإنجليزية)
- دينا كويك على موقع قاعدة بيانات الأفلام السويدية (السويدية)
- دينا كويك على موقع قاعدة بيانات الفيلم (الإنجليزية)
- دينا كويك على موقع كينوبويسك (الروسية)